# Eikas

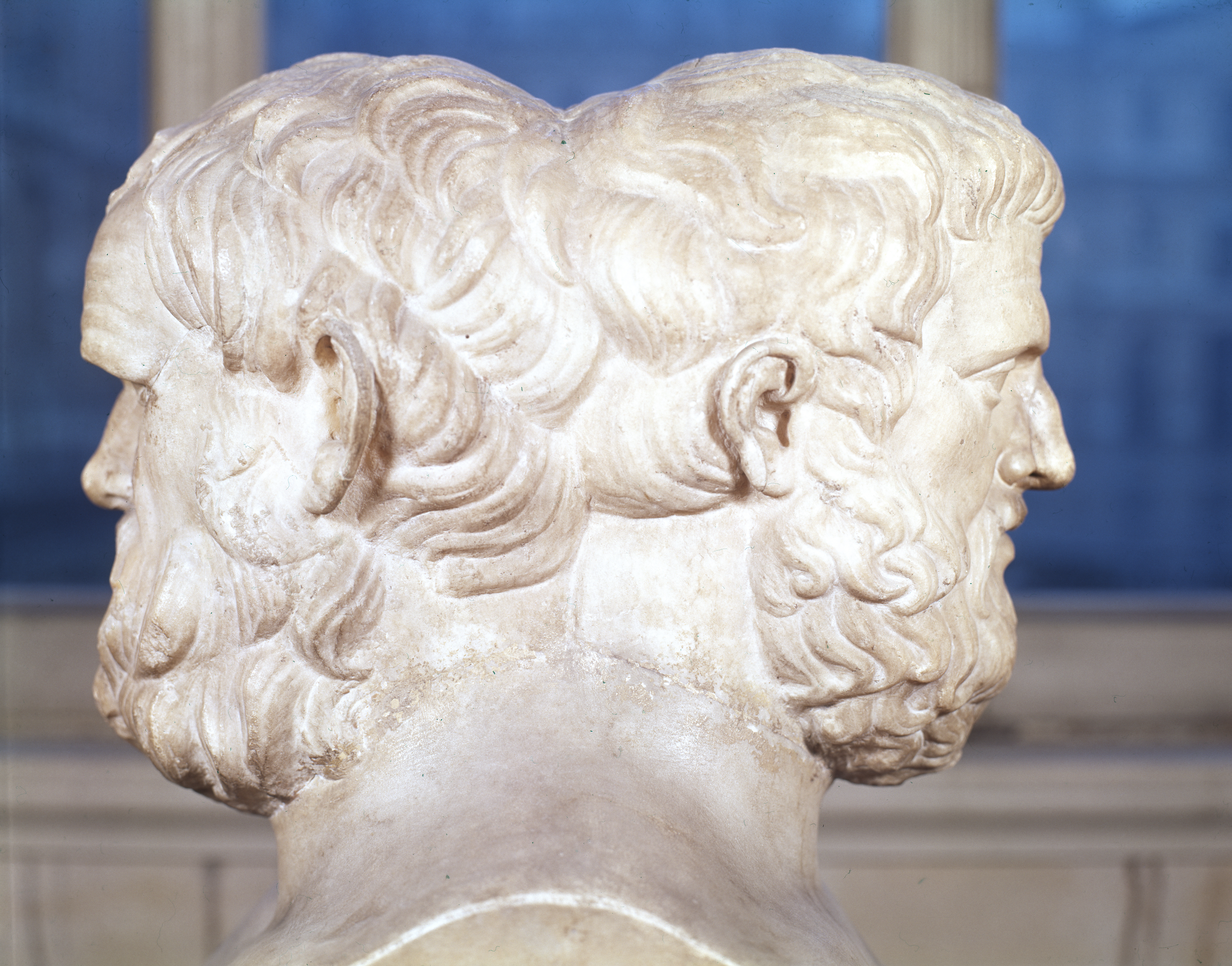
Doble herma de Metrodoro y Epicuro. La Eikas conmemoraba la muerte de estos dos epicúreos el día 20 de cada mes.

Eikas (en griego: εἰκἰ, del εἴκοσῐ eíkosi, "veinte"), Eikadenfest  es una fiesta celebrada entre los epicúreos en conmemoración de Epicuro y Metrodoro. Es una celebración mensual que tiene lugar el día 20 de cada mes. La práctica se realizó durante la vida de Epicuro, y en su testamento se tomaron disposiciones para continuar con la celebración. Se volvió tan característico de los epicúreos que los detractores les dieron el sobrenombre de eikadistae (“la gente del día veinte”).

La casa que tengo en Mélite la entregarán Aminomaco y Timócrates a Hermaco, para habitarla durante su vida, y los que con él filosofen. De las rentas que hagan los bienes que he dado a Aminomaco y a Timócrates, de acuerdo con Hermaco, tomarán la parte que se pueda, y la invertirán en sacrificios por mi padre, madre y hermanos, y por mí en el día de mi nacimiento que, según costumbre, se celebra ya cada año en la primera decena de Gamelión. Y también se empleará en gastos de los confilosofantes que concurran el día 20 de cada mes, que está señalado para mi memoria y la de Metrodoro. Celebrarán también el día destinado a mis hermanos en el mes de Posidón, como yo he practicado, y el de Polieno en el mes de Metagitnión.
Testamento de Epicuro

El día tuvo un significado especial entre los griegos antes de Epicuro, siendo el vigésimo sagrado para el dios Apolo, y también correspondiendo al día final de los ritos de iniciación a los misterios de Deméter.
La celebración de Eikas ha revivido recientemente entre los modernos epicúreos y humanistas.